# Ǵorǵi Icoski
Ǵorǵi Icoski (cyryl. Ѓорѓи Ицоски; ur. 3 maja 1984 w Kruševie) – macedoński biathlonista i biegacz narciarski. Zadebiutował w biathlonie w rozgrywkach Pucharu Europy w 2007.
Starty w Pucharze Świata rozpoczął zawodami w Oberhofie w roku 2008 zajmując 97. miejsce w sprincie. Jego najlepszy dotychczasowy wynik w Pucharze świata to 90. miejsce w sprincie w Anterselvie w sezonie 2007/2008.
Podczas mistrzostw Europy w 2007 w Bansko zajął 65. miejsce w sprincie. Na mistrzostwach Europy w roku 2008 w czeskiej miejscowości Nové Město na Moravě zajął 72. miejsce w biegu indywidualnym i 77. w sprincie.
Na mistrzostwach świata w 2008 w Östersund zajął 107. miejsce w biegu indywidualnym i 111. w sprincie. Na mistrzostwach świata w 2009 w Pjongczangu zajął 114. miejsce w biegu indywidualnym i 112. w sprincie.
Srebrny medalista mistrzostw Macedonii w biegach narciarskich (2008). Rok później był drugi w mistrzostwach Bośni i Hercegowiny w tej dyscyplinie.

## Osiągnięcia

### Biathlon

#### Mistrzostwa Europy
| Rok  | Miejscowość          | Miejsce | Konkurencja       |
| ---- | -------------------- | ------- | ----------------- |
| 2007 | Bansko               | DNF     | bieg indywidualny |
| 2007 | Bansko               | 65.     | sprint            |
| 2008 | Nové Město na Moravě | 72.     | bieg indywidualny |
| 2008 | Nové Město na Moravě | 77.     | sprint            |

#### Mistrzostwa świata
| Rok  | Miejscowość          | Miejsce | Konkurencja       |
| ---- | -------------------- | ------- | ----------------- |
| 2008 | Östersund            | 107.    | bieg indywidualny |
| 2008 | Östersund            | 111.    | sprint            |
| 2009 | Pjongczang           | 114.    | bieg indywidualny |
| 2009 | Pjongczang           | 112.    | sprint            |
| 2011 | Chanty-Mansyjsk      | 105.    | bieg indywidualny |
| 2011 | Chanty-Mansyjsk      | 119.    | sprint            |
| 2012 | Ruhpolding           | 124.    | bieg indywidualny |
| 2012 | Ruhpolding           | 133.    | sprint            |
| 2013 | Nové Město na Moravě | 122.    | bieg indywidualny |
| 2013 | Nové Město na Moravě | 129.    | sprint            |
| 2015 | Kontiolahti          | 122.    | bieg indywidualny |
| 2015 | Kontiolahti          | 114.    | sprint            |

### Biegi narciarskie

#### Mistrzostwa świata
| Rok  | Miejscowość   | Miejsce | Konkurencja          |
| ---- | ------------- | ------- | -------------------- |
| 2003 | Val di Fiemme | 71.     | sprint               |
| 2003 | Val di Fiemme | 85.     | bieg na 15 km        |
| 2005 | Oberstdorf    | 85.     | sprint               |
| 2005 | Oberstdorf    | 106.    | bieg na 15 km        |
| 2009 | Liberec       | LPD.    | 30 km - bieg łączony |
| 2013 | Val di Fiemme | 121.    | sprint               |

#### Mistrzostwa świata juniorów
| Rok  | Miejscowość | Miejsce | Konkurencja |
| ---- | ----------- | ------- | ----------- |
| 2002 | Schonach    | 76.     | 30 km       |
| 2002 | Schonach    | 88.     | 10 km       |

#### Mistrzostwa świata młodziezowców
| Rok  | Miejscowość | Miejsce | Konkurencja |
| ---- | ----------- | ------- | ----------- |
| 2006 | Kranj       | 63.     | sprint      |
| 2006 | Kranj       | 69.     | 15 km       |